# Анафилактични шок
Анафилактични шок (АШ), генерализована реакција преосетљивости, системска анафилаксија, хиперсензитивна алергија, (лат. Afflictus anaphylacticus) је нагла и често смртоносна генерализована реакција преосетљивости која настаје у току једног до пет минута, најчешће после примене парентералних лекова, контрастних средства (у радиологији) или нехуманих беланчевина. Ово алергијско стање карактерише се драстичним падом минутног волумена срца и артеријског притиска. То је у првом реду последица реакције антиген-антитело, која се одвија у целокупном циркулационом систему, непосредно након уласка антигена у циркулацију сензибилисане особе.
Механизам системске анафилаксије може бити алергијски и неалергијски. Анафилактична реакција која се развије пре појаве уртикарије (копривњаче) или Квинкеовог едема, генерализована уртикарија, Квинкеов едем, бронхоспазам или колапс који може да настане након уједа инсекта нису анафилактични шок.

## Историја
Анафилатична реакција била је позната древним Грцима и Кинезима још из раних периода медицине. Тако и сам термин анафилакса потиче из грчког језика, од грчких речи „ἀνά” - ана, што значи „против” и „φύλαξις” - филаксис, што значи „заштита”.
Први документовани случај анафилаксе, који је остао је забележен на хијероглифима, догодио се у 2640. години п. н. е., након што је Египатски фараон Менес, мистериозно умро од уједа осе или стршљена.
Нешто касније, у списима из Вавилона, откривена су два различита извора о смртним исходима насталим након убода осе.
Термин „афилакса” први је осмислио француски физиолог Шарл Рише 1902. године, који је прво на броду принца Алберта од Монака, а потом и у лабораторији у Паризу изучавао дејство отров који излучују медузе. Он је отров убризгавао у тело паса, у покушају да активном имунизацијом добије вакцину против отрова медуза. Ужаснут открићем да накнадно унете врло мале дозе отрова изазивају неочекивану и драматичну алергијску болест, која се манифестује бржим и израженијим потешкоћама у дисању и убрзо смртним исходом у року 30 минута, он је ту реакцију окарактерисао као анафилактични шок, мењајући нешто касније и назив афилакса у „анафилакса” јер му је та реч наводно лепше звучала. Рише је са правом закључили да имунски систем постаје након првог контакта са алергеном сензибилисан током првих неколико недеља, и да зато након поновног излагања организма алергену, реагује тешком анафилактичном реакцијом (шоком).
Захваљујући овим и другим радовима на изучавању анафилаксе, Шарл Рише је додељена Нобелова награда за физиологију или медицину 1913. године.
У првој половини 20. века, анафилактична реакције најчешће је била узроковане вакцином против дифтерије и тетануса која је у том периоду прављена из коњског серума. Данас, примена коњске вакцине је укинута и уместо ње за превенцију тетануса, користи се хумани или људски серум, па су анафилатичке реакције на овај серум знатно ређе. Тих деценија истраживачи су схватили да се слични симптоми (као и након уноса хране, убода инсеката или контакта са медузама) могу изазвати интравенском инјекцијом хистамина,код kod људи или животиња ако претходно нису сензибилисани (анафилактоидна реакција).
У 1956. године, Мери Хјуит Ловеле доказала је да се интравенским убризгавање отрова оса може изазвати анафилакса у особа алергичних на ујед осе. Она је касније користила оса од кога је правила екстракат за успешну имунизацију такви појединца.
Најчешћи узроци анафилаксе у 20. веку и касније, постали су пеницилин и друге антибиотици, убоди инсеката, унос одређених намирница, хемијских материја и све веће загађење животне средине бројним новим познатим и непознатим алергенима.

## Епидемиологија
Према глобалним подацима инциденција анафилактичног шока је 30 на 100.000 становника годишње, и све чешћа је појава широм света.
Некада је АШ углавном био последица примене разних серума (ова терапија је скоро потпуно избачена из употребе па чак и код лечења тетануса где су коришћени хомологи серуми). Међутим са све већом применом антибиотика (посебно пеницилина), нагло расте и број случајева са анафилактичним шоком.
Према неким статистикама на 5.000 случајева јавља се један случај анафилактичног шока, након примене пеницилина у облику инјекција. Код примене других антибиотика ове реакције су нешто ређе, а код неких и изузетак.
Контрастна јодна средства која се све масовније примењују у рендген дијагностици најчешћи су узрочници АШ после њихове примене. На 30.000 болесника код којих је примењен јодни контраст умире један болесник у анафилактичном шоку.
Смрт може наступити изненада због срчаног застоја или акутне асфиксије (угушења) за неколико минута, у око 45% болесника.
Тешка анафилакса код деце праћена шоком има смртни исход у 0,65-2% случајева. Смртни исход код деце у доби 2-33 године готово је увек праћен тешким бронхоспазмом (96%).

## Етиологија
Непосредни узрок анафилактичног шока, као и свих алергијских реакција, су алергени који доспевају у организам и реагују са већ постојећим антителима у њему. Алергени који могу да изазову анафилактични шок деле се у две групе; хаптене, (који су мали хемијски молекули, попут динитрофенола или пеницилина, који могу да се вежу за антитела, али не могу и да активирају Б-ћелије, што је предуслов за њихову пролиферацију и лучење одговарајућих цитокина и комплетне алергене.
| Хаптени | Комплетни алергени |
| --- | --- |
| - контрастна јодна средства која се користе у радиологији - анестетици (општи и локални) - аналгетици (салицилати, пирамидон) - витамини Б-групе - остали лекови (мепробамат, естроген) | - хетерологи серуми (коњски или воловски) - отрови инсеката (осе, пчеле, стршљенова) - хормони протеинског састава (инсулин, АЦТХ, екстракти хипофизе) - ензими (стрептокиназа, пеницилиназа, хиалуронидаза) - храна (рибе, ракови, шкољке, јагоде, јаја) - алергенски екстракти за дијагностичке тестове или десензибилизацију |

## Предиспозиција
Као фактори предиспозиције и фаворизирајући чиниоци за појаву анафилактичног шока наводе се у клиничкој пракси:
Начин уношења алергена у организам
Анафилактични шок најчешће настаје при интравенском уносу а затим преко коже и дигестивног тракта.
Преосетљивост (хиперсензибилитет)
Преосетљивост организма на алергене и медикаменте, је индивидуална за сваки организам.
Остали фактори
Количина унетог алергена, старосна доб и пол највероватније немају значај за појаву анафилактичног шока.

## Патофизиологија
Назив анафилакса (у преводу - „против заштите“) први су у својим делима применили француски физиолози Partiera i Richetla 1901. године, који су анафилаксу описали као системски облик ране преосетљивости која симултано и нагло захвата више органских система и може да узрокује смрт због опструкције дисања или иреверзибилног васкуларног колапса.
Бенвенист је 1978. дефинисао анафилактични шок као нагло ослобађање хемијских медијатора са базофилних крвних ћелија и ткивних мастоцита. Деградација настаје због интерреакције антигена и молекула антитела ИГЕ, кога излучују Б-лимфоцити за време фазе имунизације. На природу хемијских медијатора и на њихове анафилактогене особине утичу хистамин, серотонин, а вероватно и брадикинин.
Анафилакса је најчешће праћена многобројним симптома који се драматично мењају из минута у минут, у неколико наредних часова.
Први симптоми анафилаксе јављају се најчешће од 5 до 30 минута, након контакта са алергеном, ако је анафилакса узрокован супстанцом која је ушла директно у крвоток (интравенски унос), а два часа након уноса алергена храном.
Као последица анафилактичне реакције настаје у организму нагло смањење циркулишуће крвне масе, пад систолног крвног притиска и смањење минутног волумена срца. Овим променама претходи генерализована, вазодилатација, повећана пропустљивост капилара са смањењем крвне плазме и хиповолемија. „Све се догађа, као да је болесник искрварио у сопствене крвне судове.“
У анафилактичком шоку индукована хипотензија дефинише се као; „систолни крвни притисак (SBP) < 90 mmHg или средњи артеријски притисак (MAP) < 70 mmHg, или смањење SBP >40 mmHg или мање од две стандардне девијације испод нормалног за старосну доб, у одсуству других узрока хипотензије“.

## Клиничка слика
У клиничкој слици анафилактичног шока доминирају три основне компоненте;
Васкуларни колапс
Васкуларни колапс карактерише екстремна хипотензија–хиповолемија или пад крвног притиска и
тахикардиј, што може довести до тешке аритмије.
Бронхосмазам
Бронхоспазам доводи до сужење дисајних путева, што резултује диспнејом, а затим и са појавом тешке хипоксије.
Оток гркљана епиглотиса и околног ткива
Едем (оток) ларинкса епиглотиса и околног ткива настаје због механичка опструкција горњих дисајних путева.
Клиничком сликом анафилактичног шока доминира скуп симптома који се карактеришу; системском артеријском хипотензијом, пепељасто бледило, хладне и влажне коже, колапс површних вена на удовима, убрзан и слаб пулс, „глад“ за ваздухом, жеђ коју прати олигурија (смањена количина мокраће), тенденција ка погоршању и неповољна прогноза, јер смрт може наступити изненада због срчаног застоја или акутне асфиксије (угушења) за неколико минута.
Симптоми анафилактичног шока се обично јављају након неколико минута (у просеку 5-10 минута), у контакту са алергеном. Реакције се могу јавити и до 20 минута након контакта са антигеном и тада су и најтеже, а могу се и поново јавити након 1-6 часа после првих реакција.
Фазе у развоју клиничке слике АШ
| Фаза      | Јачина реакције             | Карактеристични знаци и симптоми АШ по фазама |
| --------- | --------------------------- | --- |
| 0. фаза   | Локална реакција            | - Појава ограничених промене на месту контакта са алергеном - еритем (црвенило), едем (оток). |
| I. фаза   | Лагана општа реакција       | - Променама на кожи у виду; свраба, оспе (уртикарија), - Цурења из носа, осећај пуноће у грлу са стакластим едемом ресица, отежано гутање и говор - Општим симптомима у виду, узнемирености, главобоље, генерализованог осећај топлоте, - Локализован ангиоедем (углавном периорбиталне или усне регије). - Локалне промене се могу јавити и на месту давања лека инјекцијом, или у усној дупљи, језику, увули, уснама код нутритивне алергије (посебан облик тзв. оралног алергијског синдрома). - Благе гастроинтестиналне сметње (мучнина, гађење, осећајући надувен стомак, позив на столицу) |
| II. фаза  | Изражена системска реакција | - Израженије промене на кожи у односу на локалну реакцију, - Хипотензија (пад крвног притиска), тахикардија (убрзан рад срца), аритмија, - Отежано дисање (диспнеја) - Симптоми диспепсије (мучнина, повраћање, пролив), - Осећај анксиозности и паника. |
| III. фаза | Тешка системска реакција    | - Симптоми потпуно развијеног анафилактичног шока - тешка хипотензија, оток ларинкса, бронхоспазам, асфиксија, поремећај свести, акутна диспепсија; |
| IV. фаза  | Смртни исход                | - Смрт настаје у овој фази као последица изражене реакције организма на шок праћена сломом циркулације - Иреверзибилна хипотенција и са поремечајем рада срца, - Интензиван брохоспазам, цијаноза и престанак дисања. - Кардио–респираторни арест, смртни исход |

Болесници који преживе анафилактични шок брзо се опорављају без икаквих последица и оштећења у организму.

## Дијагноза
Историја болести
Битни анамнестички или хетроанамнестички подаци при формирању историје болести су; време почетка и трајање промена, податак о ранијим алергијама и узимању лекова (посебно бета-блокатора), алкохола, хране, зачина и ранијим кардиоваскуларним болестима.
Физикални преглед
У физикалном прегледу доминирају знаци прострација, филиформне пулс уз често екстремну тахикардију (која уз хипотензију може бити разлог настанка акутног срчаног удара), тахипнеја, проширене зенице (као последица пораста ендогеног епинефрина).
Пацијент је по правилу миран све до губитка свести и фаталног исхода. У току физикалног прегледа треба обратити пажњу на функцију плућа, артеријски притисак, срчану акцију, преглед усне дупље и тонзиларних плика и увуле, као и преглед коже, посебно стомака, леђа и бутина.
Лабораторијски тестови
Од лабораторијских тестова који могу потврдити дијагнозу значајно је одређивање ћеличне триптазе, која је повишена и стабилна у серуму до 12 часова од почетка анафилактичке реакције, као и дозирање уринарног метил-хистамина.
Ове процедуре имају мало значаја у пракси, када треба реаговати промптно и прецизно.

## Диференцијална дијагноза
У диференцијалној дијагнози анафилактичног шока мора се обратити пажња на:
- инфаркт срца (који, може да прати системску анафилаксију код особа са претходним обољењем срчаних артерија),
- плућну емболију,
- хипервентилацију,
- хипогликемију,
- вазовагална реакцију,
- феохромоцитом,
- карциноидни синдром,
- системску мастоцитозу.

## Терапија
Хемодинамска нестабилност изазвана хипотензијом и нарушена вентилација плућа због бронхоспазма има важну улогу у прогресији, ткивне хипоксије и отказивања функција више органа у шоку. Зато је хитна надокнада течности и купирање бронхоспазма кључна интервенција за остваривање хемодинамске и респираторне стабилности у тешком шоку.
Обнављањем равнотеже између допремања и потрошње кисеоника, и обнављањем микроциркулације, спречавањем ендотелијалне дисфункције у раној фази анафилактичког шока доводи до значајног смањења смртности, и брзог опоравка болесника.
Основни принципи терапије анафилактичког шока своде се на:
- Опште мере и терапијске поступке, своде се на постављање болесника у лежећи положај са подигнутим доњим екстремитетима или у Тренделебургов положај, на давање адреналина, успостављање и.в. линије и давање изотоних раствора и то било у периферну (кубиталну) или централну (југуларним или феморалну).
- Мере реанимације или специфичне мере лечења, као што су одржавање слободних дисајних путева, одржавање вентилације и циркулације инфузионе растворе.

### Опште мере и терапијски поступци
Опште мере које одмах треба предузети у оквиру прве помоћи су;
1. Уклањање алергена.
При појави АШ, одмах престати са даљом апликацијом лека, уклонити инсекте, или болесника из простора у коме је он изложен дејству алергена.
2. Правилан положај.
Болесник се поставља у „шок положај“ (да лежи са главом нижом од осталог дела тела), уколико не постоји повреда главе, са подигнутим ногама, јер се тако повећава прилив крви у церебралну циркулацију.
3. Пролазност дисајних путева.
Дисајни путеви морају бити пролазни, што се постиже; вађењем језика и зубних протеза из уста, уклањањем страних тела из уста и носа и адекватним асистираним (вештачким) дисањем уста на уста или специјалним амбу балоном. У случају диспнеје и цијанозе, примењује се 8-10 литара кисеоника у минути, преко назалног катетера или маске за лице.
4. Регулација телесне температуре.
Болесника је потребно утоплити како би се спречило хлађење тела болесника (спречавањем губитка топлоте), при чему треба избегавати јако утопљавање, јер оно може да још више прошири периферне крвне судове.

### Специфичне мере реанимације
Специфичне мере обухватају примену следећих лекова који су саставни део антишок терапије, сваке здравствене установе, и примењују се следећим редоследом;
1. Адреналин
Адреналин (1:1.000 –1 mg/ml) је моћни вазопресор и кардиотонични (инотропни) лек. Даје се одмах, у дози 0,2-0,4 ml поткожно (код блажих симптома). Код тежих случајева даје се интрамускуларно или интравенски у количини од 0,2-1 мл у воденом раствору кухињске соли (0,9% физиолошки раствор)или 5% глукозе. При давању већих концентрација од 4 mg/l, потребно је ставити ендовенски катетер. Према потреби а у зависности од клиничке слике, адреналин се примењује и 2-3 пута на сваких 15-20 min. Адреналин је лек избора за лечење АШ, јер коригује екстремно проширење артериола и венула, повећава артеријски притисак и смањују пропустљивост капилара. Такође његова β1 компонента појачава контракције срчаног мишића и побољшава минутни волумен срца, а β2 компонента шири бронхијално стабло и обезбеђује бољи прилив кисеоника у плућа.
2. Есмархова повеска
Проксимално од места интравенске или интрамускуларне примене лека (ако је он узрок шока) може се ставити Есмархова повеска, а око места убода на кожи, на истој дубини убризгава се 0,2 ml адреналина.
3. Унос течности
Унос течности најбоље је извести уз употребу каниле, која треба да обезбеди брз и адекватан волумен течности у циркулацији. Кроз венски пут што већом брзином примењује се физиолошки раствор и 5% раствор глукозе у односу 2:1, а све у зависности од клиничке слике.
Код болесника са тежом хиповолемијом, треба дати 500 – 1000 ml кристалоидних раствора у болусима. Одлука о даљој надокнади волумена се доноси на основу ефеката (пораст крвног притиска, диуреза, ScvО2) и толеранције (знаци интраваскуларне хиперволемије).
Динамички тестови којима се испитује одговор пацијента на надокнаду течности последњих година добили су на популарности код лекара који раде у интензивној нези. Ови се тестови заснивају на праћењу промена ударног волумена током механичке вентилације или после пасивне елевације доњих екстремитета у пацијената на спонтаном дисању. Праћење се заснива на варијацијама ударног волумена, пулсног притиска и/или варијацијама ударног волумена и промена односа ударни волумен/срчани индекс после болуса течности или успостављања позитивног притиска на крају експиријума (енгл. PEEP–positive end expiratory pressure)'.
4. Анитистаминик
Антихистаминик (нпр. дифенхидрамин) се убризгава кроз венски пут у року од 5 минута у дози 0,5-1 mg/kg телесне тежине (50-80 mg) Може се применити и Synopen (хлоропирамин) 1 ампула (20 mg) интравенски или интрамускуларно.
5. Кисеоник,
Кисеоник се примењује преко маске или носног катетера са протоком од 4-6 l/min
6. Аминофилин
Ако се и даље одржава бронхоспазам или се појачава 10 минута након примене адреналина треба применити аминофилин. Даје се 1 ампула од 10 мл (250 mg) у количини 3-3,5 mg на килограм телесне тежине у 100-150 ml 5% глукозе у току 30-45 минута.
7. Кортикостероиди
Примена кортикостероида није од користи у акутној фази, јер им дејство наступа након 30-45 мин. Они се примењују у виду ампула, најчешће метилпреднизолона (20 и 40 mg - интравенски или интрамускуларно) или дексаметазона (4 mg - 5 ампула интравенски)
Не препоручује се примена кортикостероида у стањима када је постигнута хемодинамска стабилност надокнадом течности и вазоконстрикторима. У супротном, уколико уз ове мере није постигнут задовољавајући средњи артеријски притисак, предлаже се примена хидрокортизона венским путем у дози од 200 mg/дан
8. Ендотрахеална интубација
Ендотрахеална интубација, може се применити код изузетно тешких случајева, са едемом ларинкса.
9. Мониторинг виталних параметара
Праћење виталних параметара, савременим мониторинг системом врши се непрекидно све до стабилизације здравственог стања и губитка симптома хиповолемије или шока.

## Мере опреза и превенција
- Пре него што се започне са применом или давањем лекова, који могу да изазову АШ, треба анкетирати болесника и проучити његову медицинску документацију, о ранијим реакцијама преосетљивости на неки лек.
- Премедикациону припрему треба спровести у свим случајевима где постоји сумња на могућу појаву АШ. Премедикација се спроводи кортикостероидима, антихистаминима.
- Свака лекарска торба и здравствена установа мора да поседује комплет лекова (антишок терапију) и основу опрему за реанимацију у случају појаве АШ.[2]
- Већина анафилактичких реакција догађа се ван медицинских установа. Деца и њихови родитељи као и они који о њима брину треба да знају како правовремено спречити могуће нове системске анафилактични реакције, а када се догоде треба да буду обучени да на време препознају и лече и збрину своје дете.